# Baraguet
La Baraguet est une rivière de Guadeloupe en Basse-Terre sur le territoire de la commune de Sainte-Rose.

## Description
La rivière Baraguet prend sa source entre La Couronne et le piton Guyonneau entre 683 et 750 m d'altitude. Elle reçoit diverses ravines et la rivière Deux rivières puis l'importante ravine Écrevisse avant de se jeter, après un cours d'environ 2,2 km, dans la rivière L'Îlet à quelques mètres du sanctuaire de Notre-Dame des Larmes, qui se jette peu après dans la rivière Petite Plaine. 
La trace des Contrebandiers franchit une des ravines de la rivière Baraguet.